# Alchemilla schischkinii
Alchemilla schischkinii är en rosväxtart som beskrevs av Sergei Vasilievich Juzepczuk. Alchemilla schischkinii ingår i släktet daggkåpor, och familjen rosväxter. Inga underarter finns listade i Catalogue of Life.